# Championnat de Malaisie de football 1996
Navigation
Saison 1995 Saison 1997
La saison 1996 du Championnat de Malaisie de football est la quinzième édition de la première division en Malaisie. Le championnat n'est en fait qu'une phase qualificative pour une compétition plus prestigieuse, la Coupe de Malaisie. Les quinze meilleurs clubs d'États engagés affrontent deux fois leurs adversaires, à domicile et à l'extérieur et seuls les dix premiers se qualifient pour la phase finale de la Coupe de Malaisie, disputée sous forme de matchs à élimination directe. Il n'y a ni promotion, ni relégation en fin de saison.
C'est le club de Sabah FA qui termine en tête du classement et qui remporte donc le titre officiel de champion de Malaisie. C'est le premier titre de l'histoire du club.
Une équipe étrangère, composée de joueurs de Brunei, participe également à la compétition.

## Les clubs participants
| - Brunei FA - Pahang FA - Selangor FA - Kuala Lumpur FA - Terengganu FA - Penang FA - Melaka FA - Perlis FA | - Johor FA - Sabah FA - Sarawak FA - Negeri Sembilan FA - Perak FA - Kedah FA - Kelantan FA |

## Compétition
Le barème de points servant à établir le classement se décompose ainsi :
- Victoire : 3 points
- Match nul : 1 point
- Défaite : 0 point

### Classement
| Rang | Équipe             | Pts | J  | G  | N  | P  | Bp | Bc | Diff |
| ---- | ------------------ | --- | -- | -- | -- | -- | -- | -- | ---- |
| 1    | Sabah FA           | 58  | 28 | 17 | 7  | 4  | 49 | 21 | +28  |
| 2    | Kedah FAC          | 57  | 28 | 17 | 6  | 5  | 59 | 31 | +28  |
| 3    | Negeri Sembilan FA | 57  | 28 | 17 | 6  | 5  | 46 | 23 | +23  |
| 4    | Selangor FA        | 49  | 28 | 14 | 7  | 7  | 54 | 36 | +18  |
| 5    | Brunei FA          | 44  | 28 | 12 | 8  | 8  | 38 | 32 | +6   |
| 6    | Penang FA          | 41  | 28 | 12 | 5  | 11 | 37 | 40 | -3   |
| 7    | Sarawak FA         | 40  | 28 | 11 | 7  | 10 | 40 | 26 | +14  |
| 8    | Perak FA           | 40  | 28 | 9  | 13 | 6  | 29 | 24 | +5   |
| 9    | Johor FA           | 37  | 28 | 9  | 10 | 9  | 25 | 29 | -4   |
| 10   | Perlis FA          | 36  | 28 | 10 | 6  | 12 | 30 | 29 | +1   |
| 11   | Pahang FAT         | 33  | 28 | 8  | 9  | 11 | 27 | 34 | -7   |
| 12   | Melaka FA          | 27  | 28 | 7  | 6  | 15 | 29 | 45 | -16  |
| 13   | Terengganu FA      | 20  | 28 | 4  | 8  | 16 | 16 | 55 | -39  |
| 14   | Kuala Lumpur FA    | 18  | 28 | 3  | 9  | 16 | 21 | 42 | -21  |
| 15   | Kelantan FA        | 17  | 28 | 4  | 5  | 19 | 18 | 52 | -34  |

|  | Champion de Malaisie 1996 et qualification pour la phase finale de la Coupe de Malaisie |
|  | Qualification pour la Coupe des Coupes 1996-1997                                        |
|  | Qualification pour la phase finale de la Coupe de Malaisie                              |
|  | T : Tenant du titre C : Vainqueur de la Coupe de la Fédération de Malaisie              |

## Bilan de la saison
| Championnat de Malaisie de football 1996           |                      |
| Champion                                           | Sabah FA (1er titre) |
| Coupes et trophées                                 |                      |
| Vainqueur de la Coupe de la Fédération de Malaisie | Kedah FA             |
| Qualifications continentales                       |                      |
| Coupe d'Asie des clubs champions 1996-1997         | Johor FC             |
| Coupe des Coupes 1996-1997                         | Pahang FA            |